# North East Gonja District
Der North East Gonja District ist ein westafrikanischer Distrikt der Savannah Region im Norden Ghanas und befindet sich in deren südöstlichem Teil.

## Geschichte
Ursprünglich war er Teil des damals größeren East Gonja District, bis der nördliche Teil des Distrikts am 19. Februar 2019 abgespalten wurde, um den North East Gonja District zu schaffen, während der verbleibende Teil als East Gonja Municipal District beibehalten wurde (der am 15. März 2018 zur Municipal District erhoben wurde). Die Distriktversammlung befindet sich im östlichen Teil der Savannah Region und hat Kpalbe als Hauptstadt.

## Einwohnerentwicklung
Die folgende Übersicht zeigt die Einwohnerzahlen nach dem jeweiligen Gebietsstand.
| Jahr | Einwohner |
| ---- | --------- |
| 2010 | 29.748    |
| 2021 | 39.404    |